# 斉藤美保
斉藤 美保（さいとう みほ、1974年9月26日 - ）は東京都出身の元ヌードモデル。
スリーサイズのうち下２つは57･86と平凡だが､バストは96（Gカップ）と日本人離れした巨乳を誇った。
現在の活動・消息は一切不明。

## 写真集
- ZERO HOUR（1994年10月、ハートデラックス、撮影：伊藤隼也）ISBN 4756709974
- G-SCANDAL（1995年3月、リイド社、撮影：山岸伸）ISBN 4845810948

※いずれもヘアヌード写真集